# Na pełnym morzu
Na pełnym morzu – jednoaktowa sztuka teatralna autorstwa Sławomira Mrożka. Prapremiera miała miejsce 1 czerwca 1961 roku w Teatrze im. Juliusza Osterwy w Lublinie. Pierwsza inscenizacja została przygotowana przez artystów zespołu "Reduta 61". Ze względu na swoją niewielką długość, dramat często jest wystawiany wspólnie z jednym lub kilkoma spośród innych krótkich dzieł Mrożka, takich jak Karol, Zabawa, Strip-tease czy Czarowna noc.
W 1990 sztuka została zekranizowana dla Teatru Telewizji. W reżyserowanym przez Roberta Glińskiego spektaklu główne role zagrali Roman Wilhelmi, Marek Bargiełowski i Marian Opania. Ten ostatni wystąpił także w adaptacji radiowej z 2008 roku, przygotowanej przez Waldemara Modestowicza dla Programu III Polskiego Radia. Udział wzięli w niej również Krzysztof Kowalewski i Jarosław Gajewski.

## Opis fabuły
Głównymi bohaterami dramatu są trzej rozbitkowie, dryfujący na tratwie na tytułowym pełnym morzu. Odkrywają, że wyczerpały się już całe zapasy żywności, a są bardzo głodni. Postanawiają zatem, że jeden z nich zostanie posiłkiem dla dwóch pozostałych. Naturalnie żaden z nich nie chce zostać zjedzony, dlatego szukają sposobu, jak wyłonić tę osobę. Najpierw rozważają losowanie, ale szybko odrzucają ten pomysł. Potem postanawiają przeprowadzić wybory, poprzedzone wiecowymi przemówieniami każdego z nich. Gdy głosowanie okazuje się być nieważnym (bo choć było tylko trzech głosujących, oddano cztery głosy), dwaj spośród nich próbują wywrzeć moralną i psychologiczną presję na tego trzeciego, aby zgodził się zostać ich posiłkiem.